# Cratere Raymonde
Raymonde  è un cratere sulla superficie di Venere.